# Marssonella
Marssonella es un género de foraminífero bentónico de la subfamilia Dorothiinae, de la familia Eggerellidae, de la superfamilia Eggerelloidea, del suborden Textulariina y del orden Textulariida. Su especie tipo es Gaudryina oxycona. Su rango cronoestratigráfico abarca el Cretácico.

## Discusión
Clasificaciones previas incluían Marssonella en la superfamilia Textularioidea, del suborden Textulariina y del orden Textulariida.

## Clasificación
Marssonella incluye a las siguientes especies:
- Marssonella altisuturalis †
- Marssonella angulata †
- Marssonella conica †
- Marssonella depressiseptata †
- Marssonella doneziana †
- Marssonella floridana †
- Marssonella gomelina †
- Marssonella hafitensis †
- Marssonella hauteriviana †
- Marssonella impendens †
- Marssonella insperata †
- Marssonella jurassica †
- Marssonella keyzeri †
- Marssonella kummi †
- Marssonella lodoensis †
- Marssonella metaeformis †
- Marssonella morzgensis †
- Marssonella ouachensis †
- Marssonella oxycona †
  - Marssonella oxycona nammalensis †
- Marssonella rugosa †
- Marssonella subtrochus †
- Marssonella traubi †
- Marssonella trinitatensis †